# Sainte-Geneviève (Montreal)

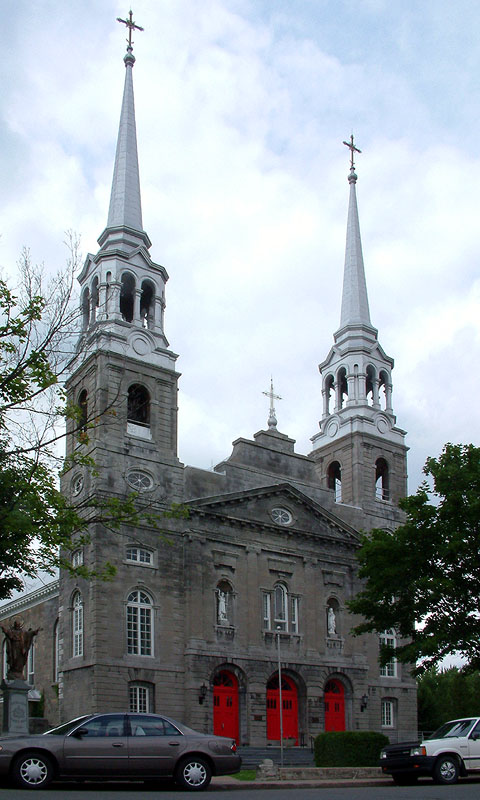
Kirche Sainte-Geneviève de Montréal

Sainte-Geneviève ist ein Stadtteil von Montreal. Er liegt im Westen der Île de Montréal am Ufer des Rivière des Prairies, gegenüber der Île Bizard. Bis 2002 war Sainte-Geneviève eine eigenständige Gemeinde und gehört heute zum Arrondissement L’Île-Bizard–Sainte-Geneviève.

## Geschichte
Die Unterzeichnung des Großen Frieden von Montreal im Jahr 1701 erlaubte es den Franzosen, nun auch den bisher unsicheren westlichen Teil der Insel zu besiedeln. 1720 wurde zur Erschließung eine Straße gebaut, woraufhin die Sulpizianer das Gebiet parzellierten. 1739 genehmigte das Bistum Québec die Gründung einer der Heiligen Genoveva geweihten Pfarrei, im darauf folgenden Jahr war eine Kapelle fertiggestellt. Die erste Kirche entstand 1751, das heute bestehende Bauwerk stammt aus den Jahren 1843 bis 1847.
1845 erfolgte die Gründung der Zivilgemeinde Sainte-Geneviève, die nach der Pfarrkirche benannt wurde. Ab 1893 verband die Pont Jacques-Bizard den Ort mit der Île Bizard und ersetzte die bisher über den Rivière des Prairies führende Fähre. Durch zwei Abspaltungen verkleinerte sich das Gemeindegebiet deutlich. 1904 machte sich Sainte-Geneviève-de-Pierrefonds (heute Pierrefonds) selbständig, 1924 folgte Dollard-Des Ormeaux. Bei der Volkszählung 2001 zählte Sainte-Geneviève 3.278 Einwohner auf einer Fläche von 0,86 km².
Am 1. Januar 2002 fusionierte Sainte-Geneviève mit der Stadt Montreal. Der Ort war daraufhin zusammen mit Pierrefonds und Sainte-Anne-de-Bellevue in einem Arrondissement vereinigt. Gegen die von der Provinzregierung verfügte Fusion kam ein Referendum zustande. Am 20. Juni 2004 lautete das Ergebnis 495:259 Stimmen für die Abspaltung. Das erforderliche Quorum (Zustimmung von 35 % aller registrierten Wähler) wurde jedoch deutlich verfehlt, weshalb Sainte-Geneviève endgültig bei Montreal verblieb.

## Söhne und Töchter der Stadt
- Bob Sauvé (* 1955), Eishockeytorwart
- Jean-François Sauvé (* 1960), Eishockeyspieler